# Allentown Rockets
Gli Allentown Rockets sono stati una franchigia di pallacanestro della EPBL, con sede a Allentown, in Pennsylvania, attivi tra il 1946 e il 1947.
Disputarono una sola stagione nella lega, terminando con un record di 8-18 e non qualificandosi per i play-off. Scomparvero al termine del campionato.

## Stagioni
| Stagione | Lega | Denominazione     | V | P  | %    | Piazzamento | Play-off |
| -------- | ---- | ----------------- | - | -- | ---- | ----------- | -------- |
| 1946-47  | EPBL | Allentown Rockets | 8 | 18 | 30,8 | 5º          | -        |